# Képi Blanc (magazin)
A Képi Blanc A Francia Idegenlégió francia nyelvű, havonta megjelenő lapja.
A magazin 2007-ben 72 oldalon jelent meg, 11500 példányszámban.

## Története
A legelső légiós magazin az 1912-ben megjelentetett La Légion étrangère volt, mely a légiósok aktuális híreivel foglalkozott. A magazin az első  világháború idején szünetelt, csak 1931-ben folytatódott a kiadás a l'USALE (Union des sociétés d'anciens de la Légion étrangère) által. 1945-ben a magazin nevet váltott, az új neve Vert et Rouge lett, mely 1959-ig élt.
1954-től az addig fekete-fehér magazin immár színesben jelenik meg.
A Képi Blanc a légió aktuális híreit, az ezredek működését (kiképzés, küldetések), valamint a már leszerelt katonák életét mutatja be.
Dr. Szecskó Tibor (1940) ny. légiós törzszászlós, hadtörténész, aki '56-os menekültként 1958-ban lépett be a légióba, is tagja a szerkesztőségnek.

## A magazin főszerkesztői
- 1947-1948: Gheysens százados
- 1948-1950: Hallo százados
- 1950-1951: Hedan százados
- 1951-1953: Foureau százados
- 1953-1955: Paul Arnaud de Foïard százados
- 1955-1959: Vion hadnagy
- 1959-1961: Rodier százados
- 1961-1965: Collart százados
- 1965-1969: Liege százados
- 1969-1971: Petit százados
- 1971-1974: Fidel százados
- 1974-1977: Guibert-Lassale százados
- 1977-1979: Estay őrnagy
- 1979-1982: Baubiat őrnagy
- 1982-1986: Chiaroni őrnagy
- 1986-1988: Etienne German alezredes
- 1988-1992: Terrasson alezredes
- 1992-1995: Peron alezredes
- 1995-1998: Brunot alezredes
- 1998-2001: Marquet alezredes
- 2001-2003: Fedeli őrnagy
- 2003-2004: Messager százados
- 2005-2007: Bruno Carpentier őrnagy
- 2007-2011: Bertrand Morel őrnagy
- 2011-____: Pierre Montagna százados

## Lásd még
- Francia Idegenlégió

## Külső hivatkozások
- Képi Blanc Archiválva 2007. február 18-i dátummal a Wayback Machine-ben – a magazin francia nyelvű hivatalos honlapja